# Ramón Salaverría
Ramón Salaverría Aliaga (Burgos, 23 de julio de 1970) es un periodista español y catedrático de Periodismo. Miembro de la Academia Europæa, es pionero en el estudio del periodismo digital desde los años 1990.

## Vida
Nacido en Burgos, una semana después de su nacimiento su familia se instaló en Fuenterrabía (Guipúzcoa, País Vasco), donde vivió toda su infancia y juventud. Miembro de una familia muy aficionada a la música, su padre, Ricardo Salaverría Olaizola, fue barítono solista y miembro del Orfeón Donostiarra. Su hermano mayor, Ricardo, fue integrante del popular grupo vasco de música folk Sorotan Bele.
A los dieciocho años se trasladó a Pamplona, para iniciar estudios de Periodismo en la Universidad de Navarra. Compatibilizó estos estudios con sus primeros trabajos como periodista de radio. Completada la carrera de Periodismo y tras un grave accidente de tráfico que lo mantuvo hospitalizado varios meses, en 1993 comenzó estudios predoctorales en la propia Universidad de Navarra, gracias a una beca de la Asociación de Amigos de esta universidad. 
Tras realizar estancias de investigación en Estados Unidos en la Universidad del Noroeste (Evanston, Illinois) y en la Universidad de Columbia (Nueva York), en 1998 defendió su tesis doctoral sobre La noticia en los manuales de Periodismo: evolución del concepto y de las normas redaccionales, por la que obtuvo el Premio Extraordinario de Doctorado.
Está casado y tiene dos hijas.

## Trayectoria profesional
Inició sus primeros trabajos como periodista en Radio Irún y Radio San Sebastián de la Cadena SER (1991-1993), labor que compaginó con el trabajo de redactor en el País Vasco para la agencia de noticias Colpisa (1992-1993). Posteriormente, continuó publicando colaboraciones puntuales con diversos medios.
En el curso 1993-1994 comenzó su carrera como investigador y profesor en la Facultad de Comunicación de la Universidad de Navarra, donde ha desempeñado diversos cargos: director del departamento de Proyectos Periodísticos, director del Laboratorio de Comunicación Multimedia (MMLab), primer director de Digital Unav - Center for Internet Studies and Digital Life y vicedecano de Investigación de la Facultad de Comunicación. Tras pasar por los distintos niveles del profesorado universitario en España, en 2021 fue nombrado catedrático de Universidad.
En cuanto a su actividad docente, entre 1994 y 1997 enseñó redacción técnica en la Escuela Superior de Ingenieros de San Sebastián, de la Universidad de Navarra. En 1998 pasó a dar clase en la Facultad de Comunicación de Pamplona, donde desde entonces ha dictado materias sobre periodismo digital, documentación periodística, tecnología de la información y redacción periodística. En el curso 2023-24 impulsó la primera asignatura sobre inteligencia artificial en periodismo ofrecida por una universidad española.
Se convirtió en un referente en el estudio de los medios digitales, modalidad que él llama ciberperiodismo. Ha centrado parte de su investigación en las modalidades y efectos de la desinformación. En este campo, desde 2021 dirige Iberifier, observatorio ibérico para el estudio de los medios digitales y la desinformación, impulsado por la Comisión Europea. También ha investigado sobre la redacción periodística en internet, así como sobre la organización de redacciones y la convergencia digital en los medios de comunicación.
Entre 2010 y 2012 dirigió la Sección de Estudios de Periodismo de la Asociación Europea de Investigación y Educación en Comunicación (ECREA, por sus siglas en inglés). La ONU lo incluyó en 2012 en el directorio Global Experts, que reúne a especialistas de diversas disciplinas. También formó parte del World Journalism Education Council.Entre 2022 y 2023 presidió el Committee of Experts on Increasing Resilience of Media (MSI-RES), el Comité de expertos sobre la sostenibilidad de la industria periodística europea del Consejo de Europa.
En 2024 fue elegido miembro de la Academia Europæa, principal Academia de Ciencias del continente, a la que se accede por invitación de sus miembros y a partir de un riguroso proceso de selección. Salaverría quedó adscrito a la sección de "Film, Media and Visual Studies". En ese mismo año 2024, ingresó como vocal en la Comisión de Arbitraje, Quejas y Deontología del Periodismo, el órgano de autocontrol de la profesión periodística en España.
Ha sido profesor invitado en una veintena de universidades en Europa, América del Sur y América del Norte; entre otras, el ISCTE - Instituto Universitario de Lisboa (Lisboa, Portugal), la Academia Mohyla de la Universidad Nacional de Kiev (Kiev, Ucrania), la Universidad Federal de Bahía (Salvador de Bahía, Brasil), la Universidad de Puerto Rico (Río Piedras, Puerto Rico), la Universidad Pontificia Bolivariana (Medellín, Colombia), la Universidad de La Sabana (Chía, Colombia), la Universidad de Concepción (Concepción, Chile), la Universidad Técnica Particular de Loja (Loja, Ecuador), y la Universidad de Carolina del Norte en Chapel Hill (Chapel Hill, NC, Estados Unidos). Su estancia internacional más prolongada tuvo lugar en el curso 2014-2015, cuando fue nombrado investigador visitante en el Moody College of Communication de la Universidad de Texas en Austin, Estados Unidos. 
En cuanto a su actividad docente en España, ha estado vinculado durante toda su carrera a la Universidad de Navarra. También ha sido profesor invitado en programas de posgrado de numerosas universidades; entre otras, la Universidad de La Coruña, la Universidad de Valencia, la Universidad de Sevilla, la Universidad de Zaragoza, la Universidad de Salamanca, la  Universidad Ramon Llull y la Universidad del País Vasco.
Además de su actividad universitaria, ha sido formador y consultor para empresas periodísticas en varios países. Algunas de las empresas periodísticas para las que ha desarrollado programas de formación en periodismo digital son O Estado de S. Paulo, Grupo Globo, Grupo RBS, Grupo Paranaense de Comunicação y Rede Gazeta de Comunicações en Brasil; El Tiempo Casa Editorial y El País (Colombia) en Colombia; El Financiero en Costa Rica; El Comercio (Perú), La República (Perú) y Andina (Perú); y Telesur en Venezuela. También ha instruido a periodistas en España, mediante programas formativos para los grupos Vocento, Corporación Voz de Galicia, Radio y Televisión de Andalucía, Diario de Navarra y Diario de Noticias de Navarra, entre otros.
A propuesta de Salaverría, la Real Academia Española decidió modificar las definiciones de «periodismo» y «periodista» en 2015.

## Publicaciones
Es autor de más de 300 publicaciones académicas y profesionales. En concreto, es autor o coautor de los siguientes  libros: 
- Mentiras contagiosas. Guía para esquivar la desinformación en salud (con Mari Carmen Erviti, Bienvenido León, Mª Pilar Martínez-Costa e Ignacio López-Goñi).  Servicio de Publicaciones de la Universidad de Navarra, 2022.
- Journalism, data and technology in Latin America (con Mathias Felipe de Lima Santos). Palgrave Macmillan, 2021.
- Medios nativos digitales en España (con Mª Pilar Martínez-Costa). Comunicación Social Ediciones y Publicaciones, 2021.
- Ciberperiodismo en Iberoamérica. Fundación Telefónica y Ariel, 2016.[25]
- How to Teach Entrepreneurship to Communication and Creatives Industries Students (VV.AA). ISCTE - Instituto Universitario de Lisboa, 2016.
- Diversity of Journalisms. Proceedings of the ECREA Journalism Studies Section and 26th International Conference of Communication (CICOM) at University of Navarra, Pamplona, 4-5 July 2011. Servicio de Publicaciones de la Universidad de Navarra, 2016.
- Integrated journalism: media convergence and newsroom organization (con Samuel Negredo). Sol90 Media, 2009.
- Periodismo integrado: convergencia de medios y reorganización de redacciones (con Samuel Negredo). Sol90 Media, 2008.
- Cibermedios. El impacto de internet en los medios de comunicación en España. Comunicación Social Ediciones y Publicaciones, 2005.
- Redacción periodística en internet. EUNSA, 2005.
- Towards New Media Paradigms: Content, Producers, Organisations and Audiences (con Charo Sádaba). Ediciones Eunate, 2003.
- Manual de Redacción ciberperiodística (con Javier Díaz Noci). Ariel, 2003.

## Premios y distinciones
- Miembro de la Academia Europæa, adscrito a la sección de "Film, Media and Visual Studies" (2024).[19]
- Premio al Investigador del Año en los premios Roblón, concedidos por la Revista Latina de Comunicación Social (2023).[26]
- Incluido en World Top 2% scientists, ranking de la Universidad de Stanford que reúne a los investigadores más citados del mundo en las distintas disciplinas científicas (2022,[27] 2023,[28] 2024[29]).
- Premio SCImago - EPI al mejor artículo sobre Comunicación de la revista Profesional de la Información (2021).[30]
- Primer premio en la Robert L. Stevenson Open Paper Competition de la International Communication Division en el congreso de la Association for Education in Journalism and Mass Communication (AEJMC), Minneapolis, Estados Unidos (2016).
- Segundo premio Latin American Research Award a la mejor investigación sobre América Latina presentada en el congreso anual de la Association for Education in Journalism and Mass Communication (AEJMC), San Francisco, Estados Unidos (2015).
- Incluido en el ranking de Los 500 españoles más influyentes del diario El Mundo (España), en el Top 25 de Internet (2007, 2008 y 2009).[31]
- Premio Extraordinario de Doctorado, concedido por la Facultad de Comunicación de la Universidad de Navarra (1998).